# Trinity Ellis
Trinity Solace Ellis (* 28. April 2002 in Pemberton, British Columbia) ist eine kanadische Rennrodlerin.

## Privates
Ellis war vor und neben ihrer Zeit als Rodlerin auch in anderen Sportarten aktiv, darunter Fußball, Skilaufen und Turnen.

## Anfänge im Rodelsport

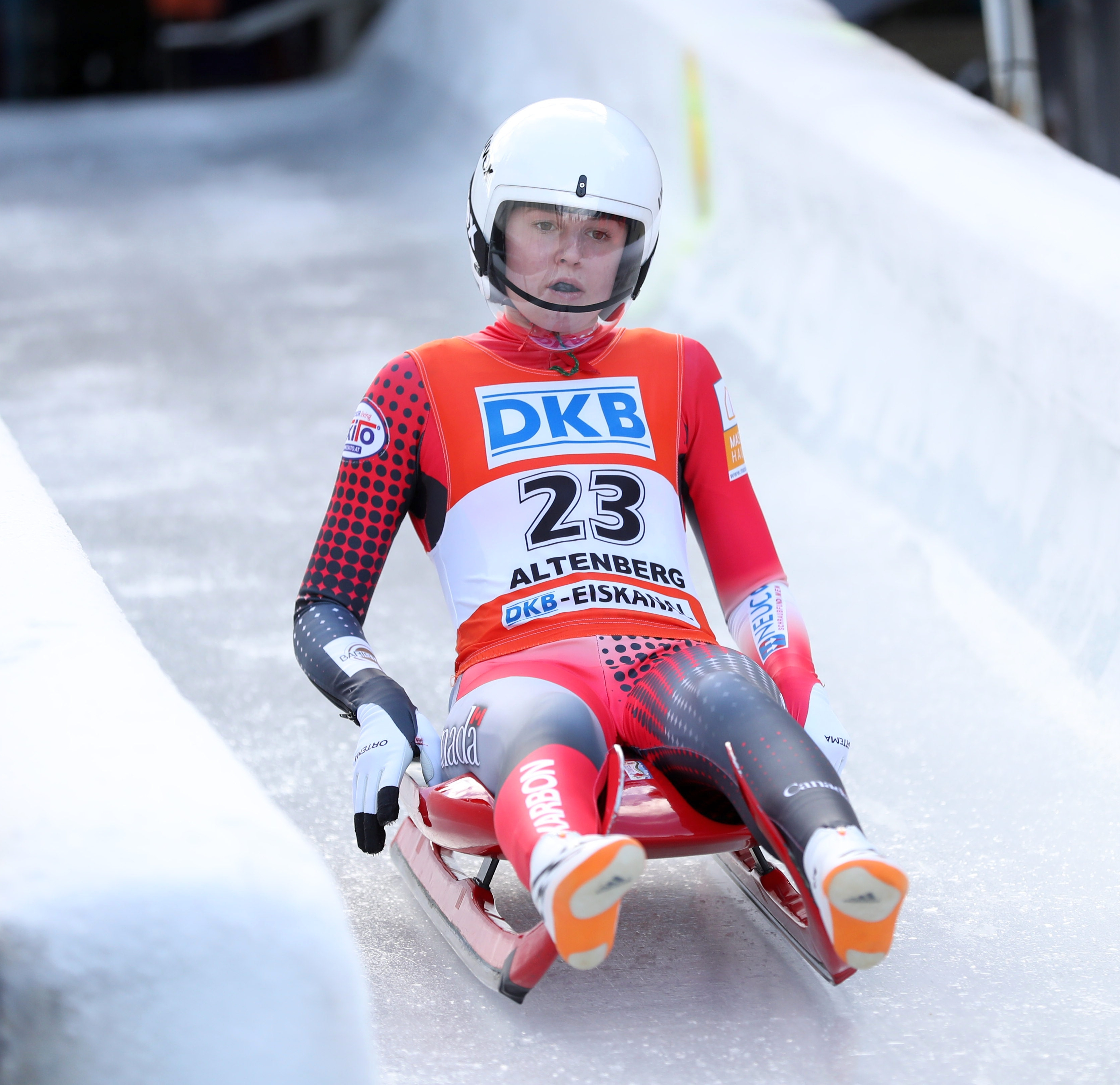
Ellis am Start bei den Junioren-Weltmeisterschaften 2018

Ellis, die dem National NextGen Elite Team angehört, begann mit dem Rodelsport unter dem Eindruck der Olympischen Winterspiele 2010. Ihre ersten regulären Rennen bestritt sie im Rahmen des Nordamerika-Cups, wo sie große Erfolge erreichen konnte. Im Oktober 2017 startete sie erstmals bei den Kanadischen Meisterschaften, wo sie als 15-Jährige auf den neunten Rang fuhr. In der Saison 2017/18 gab sie ihr internationales Debüt im Jugend-Weltcup. In Oberhof wurde sie an einem Rennwochenende mit zwei Einzelrennen Elfte und 13. sowie Neunte mit der kanadischen Staffel. Es folgten ein zehnter Rang am Königssee sowie die Plätze sechs und acht in Igls. In Winterberg konnte Ellis schließlich als Drittplatzierte erstmals auf das Podium fahren. Es folgten mit den Junioren-Weltmeisterschaften 2018 in Altenberg die ersten internationalen Meisterschaften. Als 22. des ersten Laufs konnte Ellis sich unter 47 zum Gutteil älteren Starterinnen knapp unter die besten 25 für den zweiten Lauf qualifizieren und fuhr dort die 16. Zeit und wurde am Ende 19. Zum Saisonabschluss verpasste sie als Vierte knapp eine Medaille bei den kanadischen Juniorinnen-Meisterschaften.

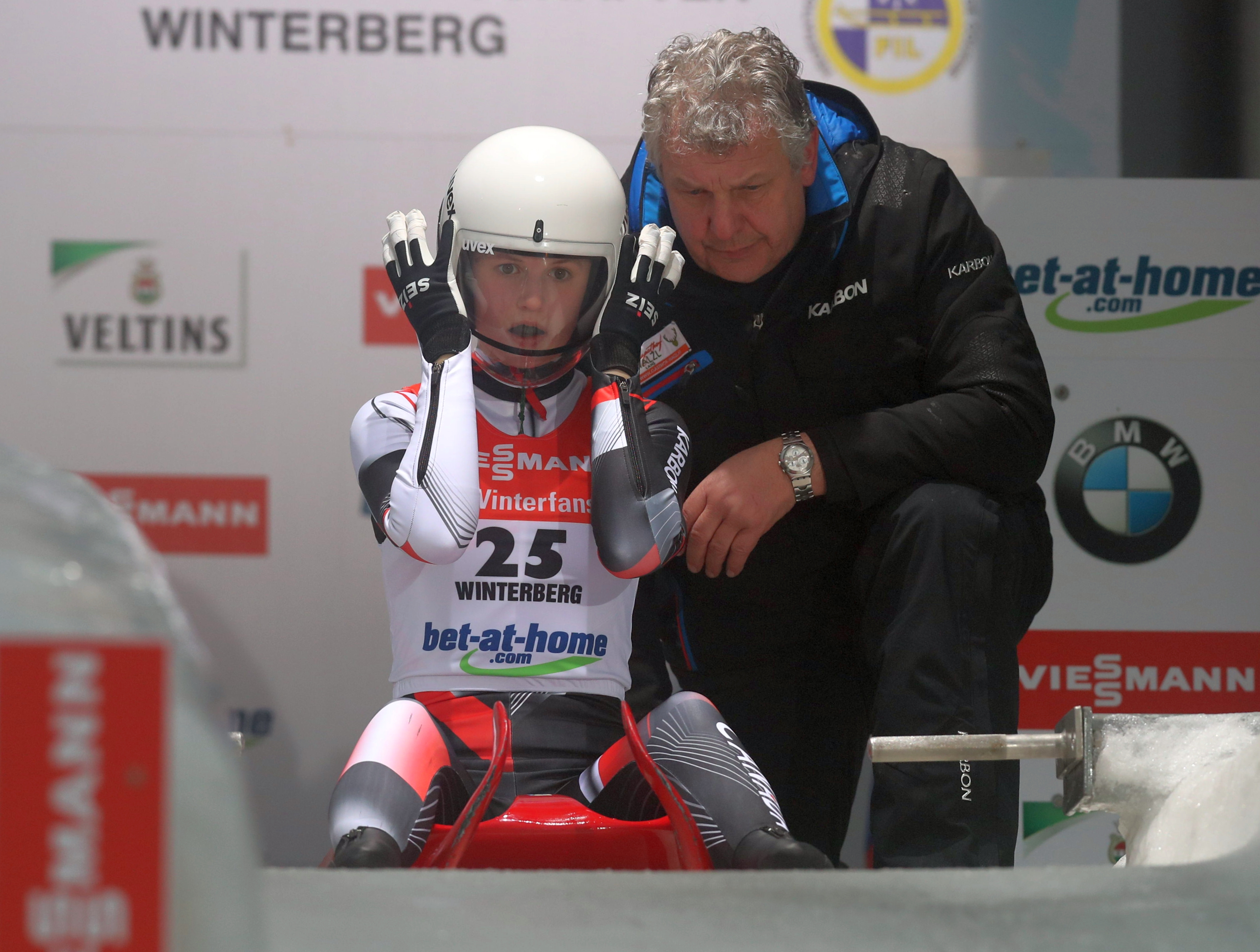
Ellis am Start bei der WM 2019

Die Saison 2018/19 begann Ellis mit zwei Siegen in Park City im Jugend-Weltcup, in Calgary wurde sie anschließend hinter Ava-Rose Luscombe Zweite. Die Ergebnisse der drei Rennen reichten aus, um sich in der Gesamtwertung der Rennserie mit 285 Punkten auf dem vierten Rang zu platzieren. Danach wurde sie für die Weltmeisterschaften 2019 in Winterberg in das kanadische A-Team berufen. Im Hochsauerland konnte sich die Kanadierin auf dem 29. Rang platzieren und in der gleichzeitigen U-23-Wertung Neunte werden. Den Rest der Saison bestritt Ellis im A-Weltcup bei den Frauen. In Altenberg gelang ihr in ihrem ersten Nationancup-Rennen sogleich die Qualifikation für das erste Weltcup-Rennen, das sie als 16. nur knapp außerhalb der Top 15 beendete. Auch in Oberhof gelang ihr sich als erneut 13. des Nationencups für das Hauptrennen zu qualifizieren, in dem sie den 21. Rang belegte. Zudem wurde sie mit Reid Watts sowie dem Doppel Tristan Walker und Justin Snith Siebte im Teamstaffel-Rennen. Saisonabschluss wurden die kanadischen Juniorenmeisterschaften, bei denen Ellis auf den Silberrang fuhr.

## Durchbruch bei den Frauen

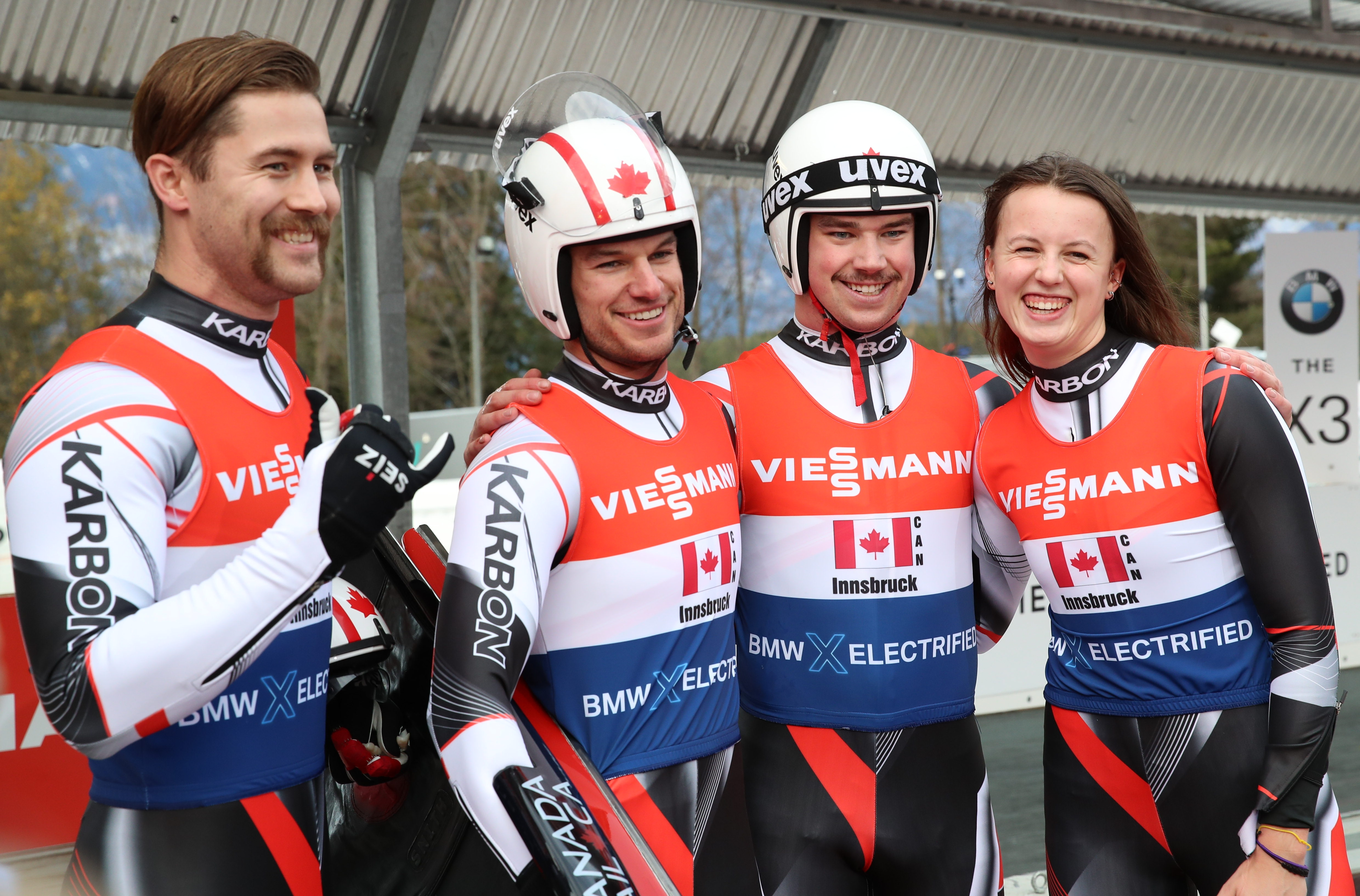
Ellis (rechts) mit der kanadischen Teamstaffel (Watts, Walker, Snith) in Igls

Obwohl noch einige Zeit für den Juniorinnen-Weltcup startberechtigt, bestritt Ellis die komplette Saison 2019/20 bei den Frauen im Weltcup. Gleich zum Auftakt der Saison schaffte sie in Igls ihre bis heute besten internationalen Resultate. Zuerst qualifizierte sie sich als Fünfte des Nationencups sicher in einem großen Feld für den Weltcup und fuhr dort als Achte erstmals auf eine einstellige Platzierung. Mit der kanadischen Teamstaffel verpasste sie zudem als Viertplatzierte nur knapp ein erstmaliges Podium. Bei der folgenden Nordamerika-Tour begann sie mit einem zweiten Rang hinter Emily Sweeney im Nationencup von Lake Placid, was eine problemlose Qualifikation für das Weltcuprennen bedeutete, in dem Ellis 14. wurde. Damit schaffte sie es auch erstmals, sich für ein Sprintrennen zu qualifizieren, in dem sie auf den neunten Platz fuhr. Nicht ganz so gut lief das folgende Rennwochenende auf ihrer Heimbahn in Whistler. Die Qualifikation im Nationencup verlief noch problemlos, Ellis konnte hier Vierte werden. Im Hauptrennen belegte sie jedoch nur den 20. Platz. Es waren zugleich die Amerika-Pazifikmeisterschaften 2019, in deren Rahmen sie sich auf dem siebten Rang platzierte. Nach den insgesamt guten Platzierungen der letzten Rennen gehörte Ellis beim nächsten Rennen in Altenberg zur Gesetztengruppe und musste sich nicht für das Weltcuprennen qualifizieren. Nachdem sie dort nur 21. wurde, rutschte sie nach einem Rennen aber schon wieder aus dieser Gruppe. Für ihre beiden letzten Saisonrennen in Sigulda und Oberhof qualifizierte sie sich problemlos für die Hauptrennen wurde in diesen dann 20. und 23. Mit 189 Punkten wurde sie 20. der Gesamtwertung und war damit nur einen Rang und drei Punkte schlechter als die beste Kanadierin, Carolyn Maxwell. Saisonabschluss waren die kanadischen Meisterschaften in Whistler, bei denen Ellis sowohl bei den Frauen als auch den Juniorinnen den Titel gewann.
Aufgrund der COVID-19-Pandemie startete das kanadische Team sehr spät und nur mit jeweils einem Schlitten pro Disziplin in den Weltcup. Bei den Frauen erhielt Maxwell diesen Startplatz, womit Ellis nur wenige Rennen in Whistler bestritt. Hier wurde sie sowohl bei den kanadischen Meisterschaften der Juniorinnen, der Frauen wie auch beim Canada Cup Drittplatzierte.

## Statistik

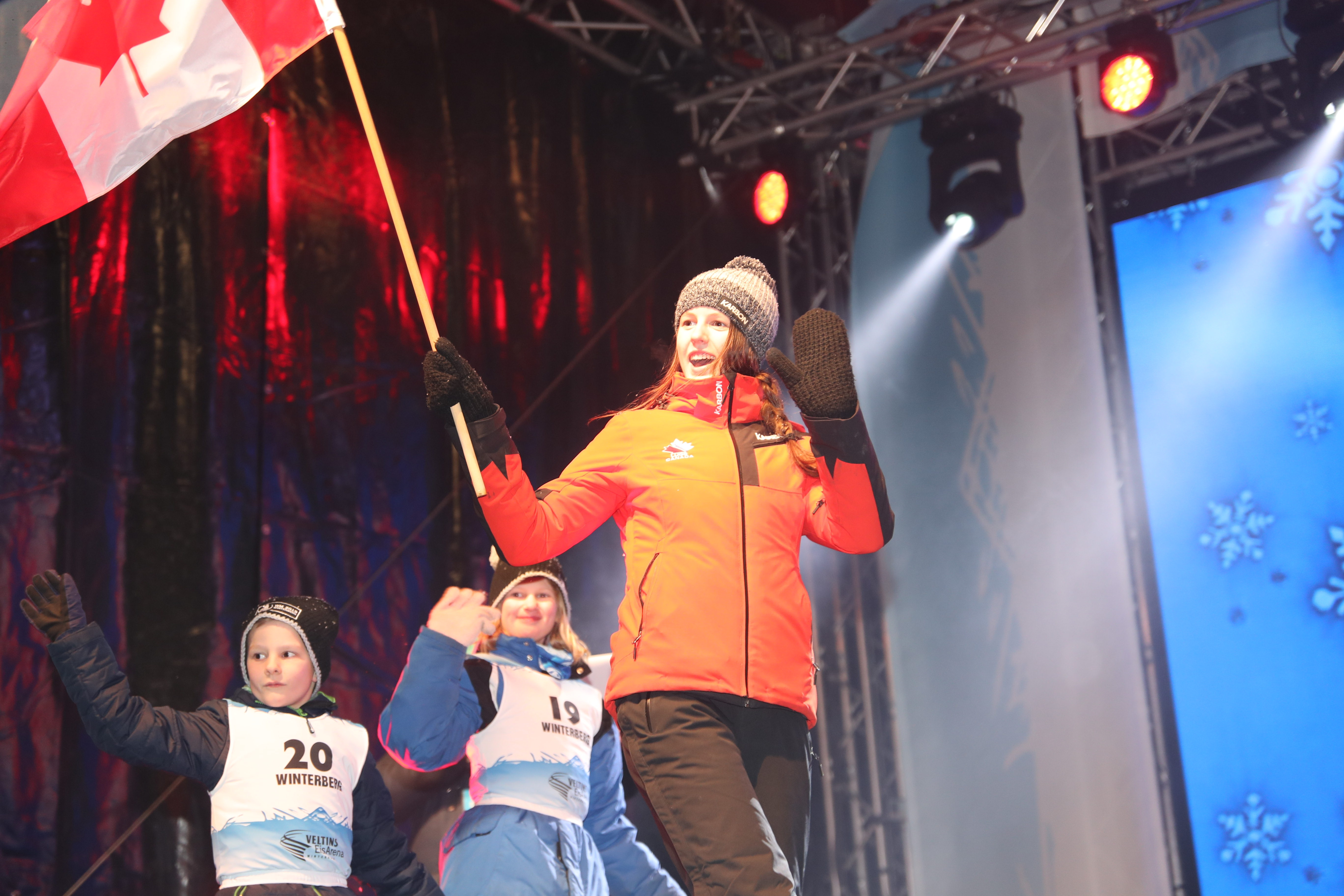
Ellis als kanadische Fahnenträgerin bei der Eröffnungsfeier der Weltmeisterschaften 2019 in Winterberg

### Ergebnisse bei Meisterschaften
| Jahr | Olympische Spiele | Weltmeisterschaften | Amerika-Pazifik-Meisterschaften | U-23-Weltmeisterschaften | Junioren-Weltmeisterschaften |
| ---- | ----------------- | ------------------- | ------------------------------- | ------------------------ | ---------------------------- |
| 2018 | 0–                | 0/                  | 0–                              | 0/                       | 19.                          |
| 2019 | 0/                | 29.                 | 07.                             | 09.                      | 0–                           |
| 2020 | 0/                | 0–                  | 0/                              | 0–                       | 0–                           |
| 2021 | 0/                | 0–                  | 03.                             | 0–                       | 0–                           |

### Platzierungen in Gesamtwertungen
| Saison  | Weltcup        | Weltcup        | Weltcup        | Weltcup        | Weltcup       | Weltcup       | Nationencup | Nationencup | Juniorinnen-Weltcup | Juniorinnen-Weltcup | Juniorinnen-Weltcup | Juniorinnen-Weltcup |
| Saison  | Gesamt-Weltcup | Gesamt-Weltcup | Einzel-Weltcup | Einzel-Weltcup | Sprintweltcup | Sprintweltcup | Nationencup | Nationencup | Juniorinnen-Weltcup | Juniorinnen-Weltcup | Juniorinnen-Weltcup | Juniorinnen-Weltcup |
| Saison  | Platz          | Punkte         | Platz          | Punkte         | Platz         | Punkte        | Platz       | Punkte      | Platz               | Punkte              | Platz               | Punkte              |
| ------- | -------------- | -------------- | -------------- | -------------- | ------------- | ------------- | ----------- | ----------- | ------------------- | ------------------- | ------------------- | ------------------- |
| 2017/18 | 0/             | 0/             | 0/             | 0/             | 0/            | 0/            | 0/          | 0/          | 0/                  | 0/                  | 07.                 | 232                 |
| 2018/19 | 39.            | 045            | 0/             | 0/             | 0/            | 0/            | 36.         | 064         | 0/                  | 0/                  | 04.                 | 285                 |
| 2019/20 | 20.            | 189            | 0/             | 0/             | 0–            | 0–            | 11.         | 275         | 0/                  | 0/                  | 0–                  | 0–                  |
| 2020/21 | 0–             | 0–             | 0/             | 0/             | 0–            | 0–            | 0–          | 0–          | 0/                  | 0/                  | 0/                  | 0/                  |

## Einzelbelege
1. ↑  Megan Lalonde: Pemberton sliders win gold in NorAm Cup Youth Luge. Archiviert vom Original (nicht mehr online verfügbar) am 29. April 2021; abgerufen am 28. April 2021.  Info: Der Archivlink wurde automatisch eingesetzt und noch nicht geprüft. Bitte prüfe Original- und Archivlink gemäß Anleitung und entferne dann diesen Hinweis.
2. ↑  https://www.teamusa.org/USA-Luge/NEWS/2018/December/05/Junior-World-Cup-season-begins
3. ↑  Canadian Press: Teenager Trinity Ellis showing potential on youthful Canadian luge team. In: CKPGToday.ca. Abgerufen am 28. April 2021 (englisch).
4. ↑  Canadian Luge Duo Slide to Seventh in Lake Placid. Abgerufen am 28. April 2021 (amerikanisches Englisch).
5. ↑  ken: Taubitz Rallies From 7th to Win in Sigulda – Sliding on Ice. Abgerufen am 28. April 2021 (englisch).
6. ↑  Makena Hodgson Wins First Senior National Luge Crown at Canadian Championships in Whistler. Abgerufen am 28. April 2021 (amerikanisches Englisch).

| Personendaten    | Personendaten                              |
| ---------------- | ------------------------------------------ |
| NAME             | Ellis, Trinity                             |
| ALTERNATIVNAMEN  | Ellis, Trinity Solace (vollständiger Name) |
| KURZBESCHREIBUNG | kanadische Rennrodlerin                    |
| GEBURTSDATUM     | 28. April 2002                             |
| GEBURTSORT       | Pemberton, British Columbia                |